# Stellingen
Stellingen (en allemand : /ˈʃtɛlɪŋən/ ? Écouter [Fiche]) est un quartier situé dans l'arrondissement d'Eimsbüttel de la ville libre et hanséatique de Hambourg, en Allemagne.
Langenfelde fait également partie du quartier de Stellingen.